# Oppdal
Oppdal é uma comuna da Noruega, com 2 273 km² de área e 6 456 habitantes (censo de 2004).         